# Dense (album de Robert Charlebois)
Pour les articles homonymes, voir Dense.
 (octobre 2017).
Si vous disposez d'ouvrages ou d'articles de référence ou si vous connaissez des sites web de qualité traitant du thème abordé ici, merci de compléter l'article en donnant les références utiles à sa vérifiabilité et en les liant à la section « Notes et références ».
Albums de Robert Charlebois
Super Position
(1985) Immensément
(1992)
Dense est le dix-septième album de chansons du musicien et auteur-compositeur-interprète québécois Robert Charlebois, sorti en 1988.

## Liste des titres
| 1.    | J'veux pu qu'tu m'aimes | Claude Steiner - Jean Charlebois / Robert Charlebois    | 3:57 |
| 2.    | Silence on danse        | Robert Charlebois - Jean Charlebois / Robert Charlebois | 4:50 |
| 3.    | Madonna Tremblay        | Robert Charlebois - Jean Charlebois / Robert Charlebois | 3:37 |
| 4.    | Cette chanson-là        | Didier Barbelivien / Robert Charlebois                  | 4:31 |
| 5.    | Yuppie                  | Robert Charlebois - Jean Charlebois / Robert Charlebois | 4:18 |
| 6.    | J'savais pas            | Robert Charlebois                                       | 4:04 |
| 7.    | Graziella               | Robert Charlebois                                       | 3:44 |
| 8.    | Le P'tit Bonhomme gris  | Robert Charlebois                                       | 3:40 |
| 9.    | Vous me manquerez       | Jean-Loup Dabadie / Robert Charlebois                   | 4:42 |
| 10.   | Piano bar               | Jean-Loup Dabadie / Robert Charlebois                   | 4:08 |
| 41:31 |                         |                                                         |      |